# Lista över offentlig konst i Falköpings kommun
Lista över offentlig konst i Falköpings kommun är en ofullständig förteckning över främst utomhusplacerad offentlig konst i Falköpings kommun.

## Tätorten Falköping
| Titel                                                 | Konstnär(er)                 | Årtal | Beskrivning                                                  | Typ - material                             | Plats Koordinater                                                                    | Bild                                      |
| ----------------------------------------------------- | ---------------------------- | ----- | ------------------------------------------------------------ | ------------------------------------------ | ------------------------------------------------------------------------------------ | ----------------------------------------- |
| Venus uppstigen ur havet Även känd som: Malta-Johanna | Ansgar Almquist Ivar Tengbom | 1931  | Brunn med en skulptur av Venus uppstiger ur havet            | brunn, skulptur - kalksten, förgylld brons | Stora Torget 58.16101, 13.55401                                                      | Fler bilder                               |
| Tre dansande tranor                                   | Ingemar Beiron               | 1997  |                                                              | stål                                       | Falköpings sjukhus 58.18777, 13.55263                                                | Tre dansande tranor                       |
| Sagan                                                 | Elsie Dahlberg               | 1976  |                                                              | skulptur - brons                           | entrén till Falköpings bibliotek 58.16972, 13.55615                                  | Sagan                                     |
| Säcklöpning                                           | Torolf Engström              | 1965  |                                                              | väggskulptur - brons                       | Ållebergsgymnasiets F-hus 58.16701, 13.56651                                         | Säcklöpning                               |
| Ållebergs Ryttare                                     | Åsa Gustavsson               | 1998  |                                                              | blå betong                                 | Jönköpingsrondellen 58.16095, 13.57319                                               | Ållebergs Ryttare                         |
| Brunn med fiskar                                      | Margot Hedeman               | 1952  |                                                              | granit, koppar och brons                   | Sankt Sigfridsplatsen 58.17383, 13.5555                                              | Brunn med fiskar                          |
| Röd soffa                                             | Anna Landgren Jan Hilmersson | 1998  |                                                              | skulptur                                   | Köttorget 58.16085, 13.5523                                                          | Röd soffa                                 |
| Kors och tvärs                                        | Anna Landgren Jan Hilmersson | 2000  |                                                              | väggskulptur - järn                        | Frejahallen 58.16529, 13.56264                                                       | Kors och tvärs                            |
| Grisar                                                | Helena Larsdotter-Öhrnell    | 2002  |                                                              | informationsskylt                          | Hästbacken 58.16059, 13.55733                                                        | Grisar                                    |
| Kor                                                   | Helena Larsdotter-Öhrnell    | 2001  |                                                              | informationsskylt                          | Hästbacken 58.16065, 13.55693                                                        | Kor                                       |
| Hästar                                                | Helena Larsdotter-Öhrnell    | 2000  |                                                              | informationsskylt                          | Hästbacken 58.16078, 13.55652                                                        | Hästar                                    |
| Brunn med flickfigurer                                | Jalmar Lindgren              | 1959  |                                                              | kalksten och brons                         | Trätorget 58.16046, 13.55457                                                         | Brunn med flickfigurer                    |
| Kalkarbetaren                                         | Jalmar Lindgren              | 1969  |                                                              | brons                                      | Wetterlinsgatan 21 58.17179, 13.56627                                                | Kalkarbetaren                             |
| Anders Peter Westerberg                               | Ruth Milles                  | 1910  | medaljong på minnessten över läkaren Anders Peter Westerberg | porträttmedaljong                          | Planteringsförbundets park "Plantis" 58.16783, 13.55233                              | Anders Peter Westerberg                   |
| Diana                                                 | Carl Milles                  | 1960  |                                                              | brons                                      | Botvidsgatan 24, bakom Stadshuset 58.16881, 13.55578                                 |                                           |
| Marianne                                              | Gunnar Nilsson               | 1962  |                                                              | brons                                      | framför Odenhallen, Odengatan 41 58.16387, 13.56193                                  | Marianne                                  |
| Lagkamrater                                           | Yvonne Nimar                 | 2009  |                                                              | skulptur - diabas                          | utanför Odenshallens huvudentré 58.16409, 13.56258                                   | Lagkamrater                               |
| Nerthus Moriens                                       | Palle Pernevi                | 1964  |                                                              | rostfritt stål                             | Medborgarplatsen, framför Medborgarhuset 58.16685, 13.55823                          | Fler bilder                               |
| Gycklare 1                                            | Gösta Pettersson             | 1989  |                                                              | järn och kalksten                          | Korsningen Scheelegatan-Sofielundsgatan 58.17885, 13.53997                           | Gycklare 1                                |
| Gycklare 2                                            | Gösta Pettersson             | 1990  |                                                              | monolit, järn och kalksten                 | Sofielundsgatan 58.18135, 13.54285                                                   | Gycklare 2                                |
| Bokbindaren                                           | Gösta Pettersson             |       |                                                              |                                            | Storgatan 8 58.16092, 13.55496                                                       | Bokbindaren                               |
| Svävande Även känd som: Kyssen                        | Pål Svensson                 | 1991  |                                                              | bohusgranit                                | Kvarteret Vagnmakaren, Östertullsgatan 58.15999, 13.55617                            | Svävande                                  |
| Stendans                                              | Björn Therkelson             | 1993  |                                                              | granit och corténstål                      | Kvarteret Läkaren, Trädgårdsgatan 17-21 och Dotorpsgatan 13 58.1632, 13.5537         | Stendans                                  |
| Pella - den lille gossen med vattentunnan             | David Wretling               | 1951  |                                                              | brons                                      | Planteringsförbundets park "Plantis" 58.16718, 13.55223                              | Pella - den lille gossen med vattentunnan |
| Löven                                                 | Alf Öhgren Ivan Svensson     |       |                                                              | smidesjärn                                 | Planteringsförbundets park "Plantis" 58.16834, 13.55298                              | Löven                                     |
| Guldålder                                             | Edvin Öhrström               | 1963  |                                                              | patinerad brons                            | Skaraborgs sjukhus, Danska vägen 62 (tidigare Falbygdens sjukhus) 58.18866, 13.55163 | Guldålder                                 |
| Okänd titel                                           | Göran Löfwing                | 2010  |                                                              | Muralmålning på husfasad                   | Trädgårdsgatan 5 58.1634, 13.5483                                                    |                                           |
| Framtiden                                             | Daniel "Dano" Wilhelmsson    | 2013  |                                                              | Muralmålning                               | Trädgårdsgatan 32 58.16154, 13.55478                                                 | Framtiden                                 |

## Övriga orter
| Titel               | Konstnär(er)     | Årtal | Beskrivning | Typ - material                    | Stadsdel/ort   | Plats Koordinater                                               | Bild                |
| ------------------- | ---------------- | ----- | ----------- | --------------------------------- | -------------- | --------------------------------------------------------------- | ------------------- |
| De fyra vindarna    | Henry Johansson  | 1969  |             | skulptur - betong, stål           | Stenstorp      | på gården utanför Dalénium, Järnvägsgatan 29 58.27443, 13.71423 | De fyra vindarna    |
| Arkitektoniskt tema | Roland Anderson  | 1972  |             | granit                            | Stenstorp      | Stenstorpsskolan 58.26945, 13.7082                              | Arkitektoniskt tema |
| Midgårdsormen       | Björn Therkelson | 1996  |             | skulptur - betong, ekebergsmarmor | Floby          | framför tidigare kommunalhuset, Storgatan 55 58.13701, 13.33712 | Midgårdsormen       |
| Nya vingar          | David Wretling   | 1949  |             | brons                             | Står i naturen | Ålleberg, vid Segelflygmuseet 58.13764, 13.59786                | Nya vingar          |
| Formlek             | Gunnar Värn      | 2001  |             | trä                               | Kinnarp        | Kinnarpsskolan koordinater saknas                               |                     |